# Kangeyanallur
Kangeyanallur es una ciudad censal situada en el distrito de Vellore en el estado de Tamil Nadu (India). Su población es de 15177 habitantes (2011). Se encuentra a 6 km de Vellore y a 91 km de Tiruvannamalai.

## Demografía
Según el censo de 2011 la población de Kangeyanallur era de 15177 habitantes, de los cuales 7456 eran hombres y 7721 eran mujeres. Kangeyanallur tiene una tasa media de alfabetización del 88,98%, superior a la media estatal del 80,09%: la alfabetización masculina es del 94,10%, y la alfabetización femenina del 84,07%.